# 안성 정무공오정방고택
안성 정무공오정방고택(安城 貞武公吳定邦古宅)은 대한민국 경기도 안성시 양성면 덕봉리에 있는 조선시대의 고택이다. 2000년 3월 24일 경기도의 유형문화재 제175호로 지정되었다.

## 개요
정무공 오정방(1588∼1634), 천파공 오상, 충정공 오두인(1624∼1689) 등 해주 오씨의 이름난 학자들을 배출한 유서깊은 곳이다. 특히 충정공은 이 집에서 성장하였으며 나라에 큰 공헌을 한 일이 있어 우암 송시열이 글을 써서 보내오기도 하였다. 중종 5년(1510) 덕봉리에 처음 세웠으나 효종 1년(1650)에 지금의 위치로 옮겨 지었다. 현재 문간채, 안채 겸 사랑채, 사당이 남아있다.
이 집은 일반적으로 안채와 사랑채가 떨어져 있는 것과는 달리 연속하여 하나의 건물에 구성하였는데, 특히 ㄱ자형 몸채에는 일자형으로 부분을 길게 연장하고 중간에 담을 두어 안팎으로 나눈 수법은 이 집의 특징이다.
안채 부분은 대청과 건넌방, 안방, 부엌 등을 두었고 사랑 부분은 툇마루를 두고 기단을 높게 하여 개방성을 두드러지게 나타냄으로써 실제 규모에 비해 장중하게 느껴진다. 사당은 사랑채 뒤쪽의 한쪽에 별도로 담장을 둘러 일곽을 이룬다.
가옥의 배치 및 구성과 함께 건물의 구석구석에서 느낄 수 있는 목수의 안목과 솜씨가 높이 평가되는 주택이다.
이 건물은 공간의 다양성을 살리면서 남녀의 생활 공간을 적절히 구분하였고, 전체적으로 소박하게 꾸민 편이다. 조선 후기 사대부 가옥의 구조를 잘 보여주고 있으나 안채와 사랑채를 엄격히 구분하였던 17세기 사대부 가옥의 일반적인 경향과는 달리 안채와 사랑채를 연결한 독특한 구조를 보인다. 조선 후기 주택사 연구에서 중요한 자료로 꼽힌다.

## 같이 보기
- 오정방

## 참고 문헌
- 안성정무공오정방고택 - 국가유산청 국가유산포털